# John Ziman
John Michael Ziman (* 16. Mai 1925 in Cambridge; † 2. Januar 2005) war ein britischer theoretischer Festkörperphysiker und Wissenschaftsaktivist.

## Leben
Zimans Vater war Beamter in Indien, seine Mutter stammte aus einer Familie rabbinischer Gelehrter. Sein Großvater mütterlicherseits, Angel Gaster, der aus Rumänien stammte, war ein bekannter Londoner Arzt und einer der Gründer des London Jewish Hospital. Dessen Bruder war Moses Gaster, ein bedeutender Gelehrter, Vize-Präsident der Royal Asiatic Society und führender Rabbi der Londoner sephardischen Gemeinde.
Er zog als Kind mit den Eltern nach Neuseeland, wo sein Vater eine Farm bei Cambridge hatte. Er ging in Hamilton zur Schule und begann 1943 an der Victoria University of Wellington sein Studium der Physik (Master-Abschluss 1946). Er setzte sein Studium der Mathematik und theoretischen Physik am Balliol College der Universität Oxford fort, an der er 1949 einen Abschluss mit Auszeichnung in Mathematik machte. 1952 wurde er bei Stanley Rushbrooke und K. W. H. Stevens mit einer Arbeit über Elektronen in flüssigen Metallen in theoretischer Physik promoviert. Danach war er 1951 bis 1953 Lecturer in Mathematik in Oxford und 1953/54 Stipendiat der Pressed Steel Corporation. Er forschte am Clarendon Laboratory, zunächst über Antiferromagnetismus, dann in der Tieftemperaturphysik-Gruppe von Francis Simons über flüssiges Helium, Elektronenleitung in Metallen und Transporteigenschaften in kristallinen Gittern. 1954 ging er als Lecturer in Physik an die Universität Cambridge, wo er Fellow des King’s College wurde. Er war ab 1964 Professor für theoretische Physik an der University of Bristol, wo er eine Theorie-Gruppe aufbaute, zu der unter anderem Michael Berry gehörte. Seit 1966 war er fast jährlich Dozent am von Abdus Salam gegründeten International Centre for Theoretical Physics in Triest. Ab 1982 war er Gastprofessor in der Fakultät für Sozialwissenschaften (Department of Humanities) des Imperial College in London. Während der Thatcher-Regierung war er 1986 bis 1991 erster Leiter der neu gegründeten Science Policy Support Group (SPSG).
Ziman unternahm in den 1950er und 1960er Jahren grundlegende Untersuchungen über theoretische Festkörperphysik, speziell beim Ausbau der Quantentheorie der Transportphänomene in kristallinen Festkörpern und als Pionier in der Theorie ungeordneter Festkörper und flüssiger Metalle, bei denen er die Verwendung von Zweipunkt-Korrelationsfunktionen und Pseudopotentialen einführte. Ein Kennzeichen seiner Arbeit war die enge Verbindung zum Experiment. Er ist durch verschiedene Lehrbücher über theoretische Festkörperphysik (Condensed Matter Physics) bekannt.
Später beschäftigte er sich vor allem mit philosophischen, pädagogischen und soziologischen Fragen der Wissenschaften, worüber er auch mehrere Bücher und Essays schrieb. Dieses Engagement begann schon früh. In Neuseeland war er vorübergehend in der kommunistischen Partei und in Oxford in Studentenorganisationen aktiv (International Union of Students, National Union of Students). 1958/59 war er Herausgeber des Cambridge Review und 1960 hielt er im Radio Vorträge, aus denen sein Buch Public Knowledge (1968) hervorging.
Er betrachtete die Entwicklung der Wissenschaften vor allem aus soziologischer und politischer Perspektive und war 1973 mit Paul Sieghart (einem Anwalt) einer der Gründer des Council of Science and Society (CSS), dem er 1976 bis 1990 vorstand. In dieser Funktion war er Mitautor einer Reihe von Berichten wie Superstar Technologies (1976) über die gesellschaftliche Kontrolle von Technologie und The world of science and the rule of law (1986, mit Paul Sieghart, J. Humphrey) über Menschenrechtsverletzungen im Bereich der Wissenschaft insbesondere im sowjetischen Machtbereich. In den 1980er Jahren setzte er sich auch intensiv für sowjetische Dissidenten ein und sorgte unter anderem für die Veröffentlichung der Medvedev Papers im Westen.
Er war auch in der Rüstungskontrolle aktiv, aber weniger in den Pugwash-Konferenzen, in denen er nur kurz aktiv war, sondern in eigenen Komitees im CSS.
1967 wurde er Fellow der Royal Society.
Er war zweimal verheiratet (in erster Ehe ab 1951 bis zu ihrem Tod 2001 mit Rosemary Dixon) und hatte vier (adoptierte) Kinder.

## Schriften
Bücher über Festkörperphysik:
- Electrons and Phonons: the theory of transport phenomena in solids, Oxford, Clarendon Press 1960
- Electrons in metals. A short guide to the Fermi surface, Taylor and Francis 1963 (Reprint aus Contemporary Physics 1962)
- Elements of Advanced Quantum Theory, Cambridge University Press 1969
- Principles of the theory of solids, Cambridge University Press, 1972, 1979
- Models of disorder: the theoretical physics of homogeneously disordered systems, Cambridge University Press 1979

Bücher, Aufsätze allgemein zu den Wissenschaften:
- mit Jasper Rose Camford observed, London, Gollancz 1964 (gesellschaftliches Umfeld der traditionellen Eliteuniversitäten Cambridge, Oxford)
- Public Knowledge: an essay concerning the social dimension of science, Cambridge University Press 1968
- The Force of Knowledge: The Scientific Dimension of Society, Cambridge University Press 1976
- Reliable Knowledge: an Exploration of the Grounds for Belief in Science, Cambridge University Press 1978
- Teaching and Learning about Science and Society, Cambridge University Press 1980
- An Introduction to Science Studies: The Philosophical and Social Aspects of Science and Technology, Cambridge: Cambridge University Press, 1984
- Prometheus Bound: Science in a dynamic steady state, Cambridge University Press 1994
- Of one mind: the collectivization of science, AIP Press (American Institute of Physics), 1995
- Real Science: What It Is and What It Means, Cambridge University Press 2000
- The collectivization of Science, Proc. Royal Society, Series B, Band 219, 1983, S. 1–19 (Bernal Lecture)
- Is Science loosing its objectivity ?, Nature, Band 382, 1996, S. 751–754 (Medawar Lecture, gekürzte Fassung)